# Anapoma postica
Anapoma postica là một loài bướm đêm trong họ Noctuidae.